# Cour belge d'arbitrage pour le sport
La Cour Belge d'Arbitrage pour le Sport (CBAS) (en Néerlandais: Belgische Arbitragehof voor de Sport (BAS)) est un organisme indépendant et neutre, ayant le statut juridique d'une ASBL. Elle est chargée de trancher différents litiges concernant la matière sportive. Ses verdicts sont souverains et définitifs.

## Création - Histoire
La CBAS a été créée le 23 janvier 2012 et commence ces activités en mars 2012.
Elle succède à la Commission belge d'Arbitrage pour le Sport (créée en 1991).

## Présentation
La CBAS se prononce dans un bref délai et ses décisions sont définitives.
La CBAS représente tous les acteurs du monde sportif belge assurant ainsi une appréciation dénuée de tout parti pris.
La qualité de ses arbitres, tant sur le plan de leur cursus professionnel que sur celui de leur expérience sportive forme la garantie de sa jurisprudence.
Ses principaux objectifs, la composition et les compétences de l'association se retrouvent dans ses statuts.
Le fonctionnement de la CBAS, les conditions et le déroulement de la procédure figurent dans son règlement.

## Travaux
La CBAS est régulièrement saisie lors de litiges entre les clubs belges de football et l'URBSFA, notamment dans le cadre de l'attribution de licences aux clubs, ou à la suite d'incidents.

## Conseil d'Administration
En 2014, le Conseil d’Administration de la CBAS se compose de:
- Mr C. Coomans (Président), représentant le COIB
- Mme J. QUIRIN (Vice président),  représentant les fédérations sportives sports individuels
- Mr F. DE KEERSMAECKER (Trésorier) représentant les fédérations sportives sports collectifs
- Mme L. RASE (Secrétaire général) representant la commission des athlètes du COIB
- Mr D. DE VOS (Membre) representant les organisations représentatives des travailleurs
- Mr L. SNEYERS (Membre) représentant les ligues professionnelles
- Mr P. URBAIN (Membre) représentant le COIB

## Arbitres
Les Arbitres, siégeant à la CBAS, sont présidés par Mr L. VANDE VELDE. Les vice-présidents sont MM Guido De Croock (néerlandophone) et Frédéric Carpentier (francophone).
Quarante-six "arbitres" différents sont reconnus par la CBAS. Pour le traitement des dossiers, ils sont choisis selon les compétences et leurs expériences. Ils ou elles sont majoritairement magistrats, juristes ou avaocats mais certains émargent au monde universitaire, comme des professeurs de l'UCL, de la VUB,...
Certains peuvent traiter la totalité des dossiers, d'autres ont des compétences spécifiques dans un ou plusieurs sports déterminés. Le règlement de la CBAS interdit aussi à un arbitre de siéger si sa neutralité n'est pas totale. Ainsi à titre d'exemples, Mr Guido De Croock (président de la ligue de Promotion) ne peut siéger les dossiers "football", ou Mr Jean-Pierre Delchef (Président de l'Association Wallonie-Bruxelles de Basket -AWBB) ne peut siéger pour les dossiers "basket ball".

## Sources
- Website officiel de la CBAS